# 王僧愷
王僧愷（?—?），直隶天津府静海縣人，清朝政治人物、进士出身。
乾隆二十二年，登进士。乾隆三十年，授山西太谷縣知县；乾隆四十七年，改任廣東廣州府花縣知縣。